# Bruntálské knížectví
Bruntálské knížectví (německy Herzogtum Freudenthal) existovalo v letech 1377–1452 jako dílčí část Opavského knížectví a následně Krnovského knížectví.
Od roku 1682 do roku 1684 bylo Bruntálské knížectví jako samostatné nezávislé knížectví, kdy jej vlastnil vrchní hejtman Slezska Jan Kašpar II. z Ampringenu.

## Historie

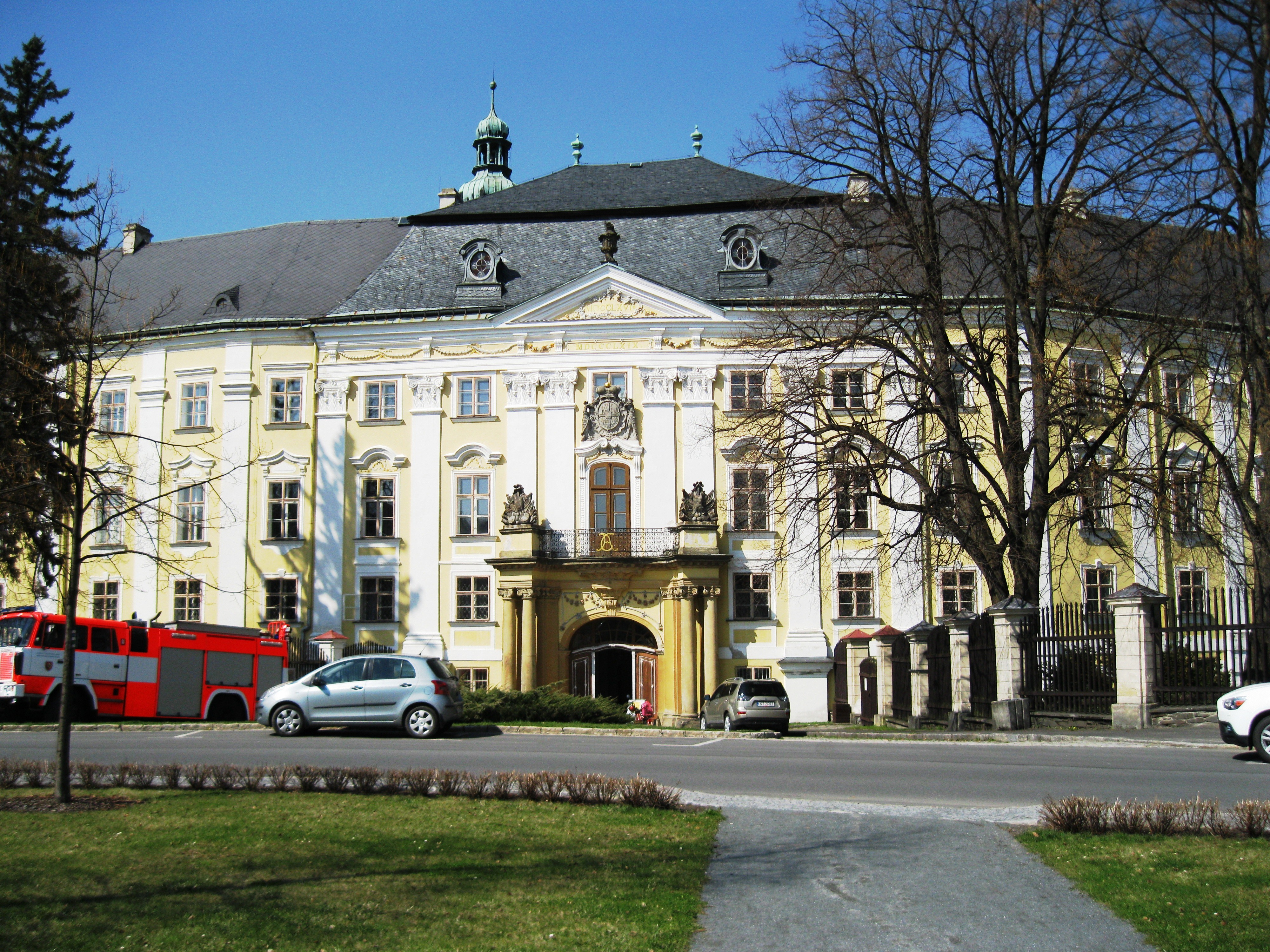
Zámek Bruntál

Oblast bruntálská byla zpočátku ve vlastnictví českého krále a později byla přidělena nově vzniklému Opavskému vévodství. Po rozdělení vévodství na jednotlivá knížectví v roce 1377 se stalo součásti Krnovského, vlastníky byly panovníci z řad opavských Přemyslovců. Bruntálské knížectví existovalo v letech: 1377–1424, 1437–1452 a 1682–1684. Tito panovníci užívali titul knížete z Bruntálu:
- Jan I. Ratibořský, 1365–1380/1382 Ratibořský kníže, 1367–1377 Opavský kníže, od roku 1377 také kníže krnovský a bruntálský
- Jan II. Opavský, 1380/1382–1424 Ratibořský a bruntálský kníže, 1380/82 - před rokem 1385 a od roku 1422 kníže krnovský
- Mikuláš IV. z Bruntálu († 1405/1407)
- Mikuláš V. Krnovský, 1424–1437 kníže krnovský a ratibořský, 1437–1452 kníže bruntálský

V letech 1452–1474 přešla oblast Bruntálska na páni z Vrbna, kteří jej nejprve dostali do zástavy, když jej nebyla schopna krnovská kněžna Barbora Krnovská vyplatit, stali se jeho majiteli, byl proveden výmaz ze zemských krnovských desek. Správa panství Bruntál přešla pod knížectví Opavské. Bruntálsko se v roce 1639 stalo samostatným stavovským panstvím, které podléhalo přímo Slezskému zemskému sněmu ve Vratislavi, bylo vyňato z knížectví opavského. Po bitvě na Bíle hoře byl části rodu pánům z Vrbna zkonfiskován majetek, který následně získal Řád německých rytířů.
V roce 1682 byl vrchním hejtmanem Slezska jmenován Jan Kašpar II. z Ampringenu. Bruntálsko se ve spojení s touto funkcí stalo nakrátko v letech 1682–1684 opět samostatným knížectvím v rámci Slezska, v němž bylo též zrušeno nevolnictví. Brzkou smrtí hejtmana však knížectví definitivně zaniklo.